# اجداد تهامانا
اجداد تهامانا (تاهیتیایی: Merahi metua no Tehamana, انگلیسی: Tehamana Has Many Parents یا The Ancestors of Tehamana) اثر نقاشی از هنرمند فرانسوی پل گوگن در ۱۸۹۳ است که در مجموعه مؤسسه هنر شیکاگو نگاهداری می‌شود.
این نقاشی، تصویری از همسر پل گوگن، تهامانا، در اولین بازدید وی از تاهیتی در سال‌های ‎۱۸۹۱–۱۸۹۳ است. این ازدواج جنجالی در طی یک بعد از ظهر ترتیب داده شد و بر اساس گفته گوگن تهامانا آن وقت فقط سیزده سال سن داشت. وی برای بسیاری از نقاشی‌های دیگر گوگن از جمله روح نظاره‌گر مدل بود.

## تهامانا
تهامانا همسر بومی پل گوگن در اولین بازدید وی از تاهیتی در سال ۱۸۹۱ تا ۱۸۹۳ بود. در آن زمان معمول بود که استعمارگران فرانسوی همسران بومی بگیرند. این دختران همچون تهامانا غالباً زیر سن قانونی بودند. ازدواج آن‌ها توسط خانواده به دلایل وضعیت یا مزیت مالی ترتیب می‌یافت. پس از مراجعه گوگن در سال ۱۸۹۵ به تاهیتی، دو از سه زن گوگن با او به خانه برگشتند ولی تهامانا از ادامه روابط خود خودداری و امتناع کرد. تهامانا بدون شک خود را مطابق آداب و رسوم محلی خود متأهل می‌دید، اما برای گوگن این ازدواج موقتی بود.

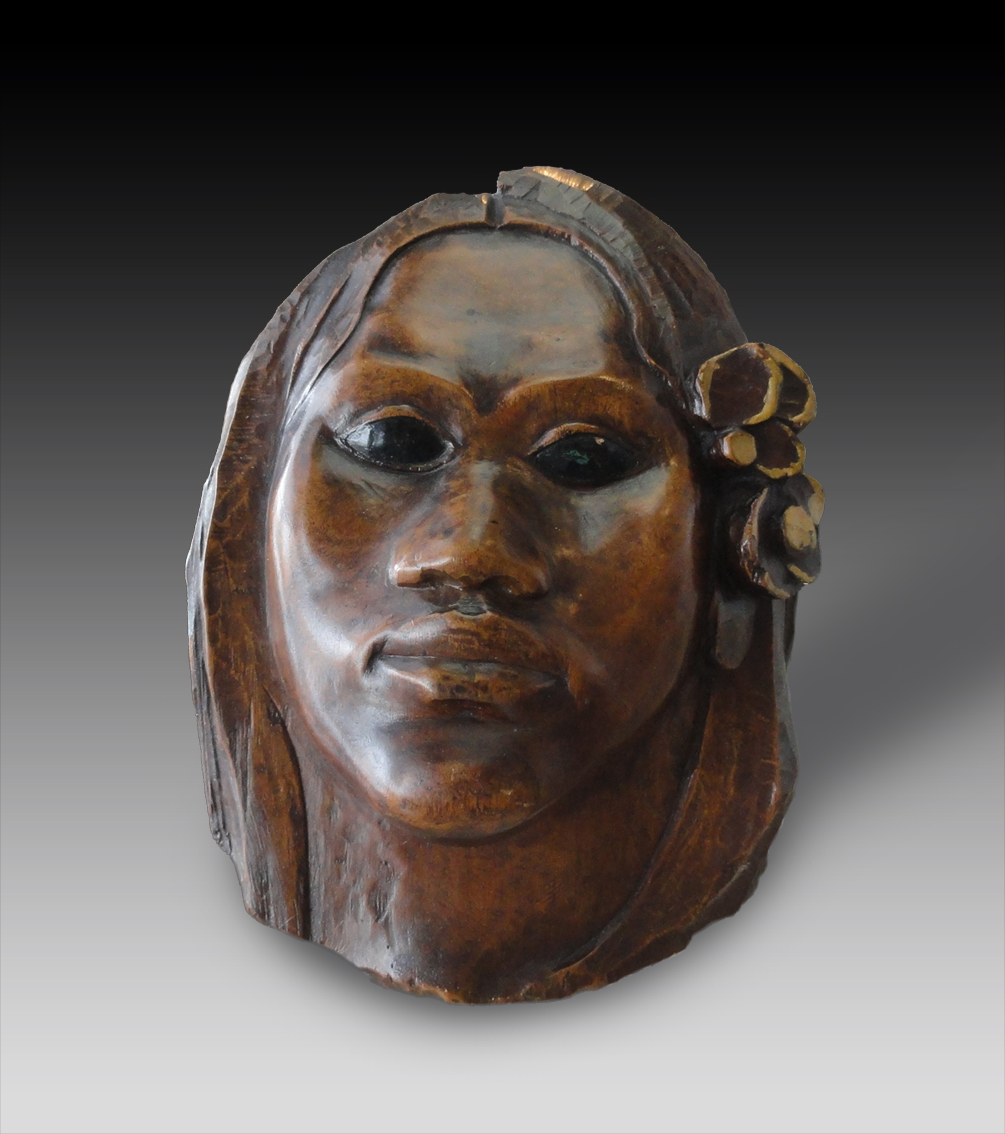
سر مجسمه، منبت‌کاری، حدود سال ۱۸۹۲، موزه اورسی، پاریس
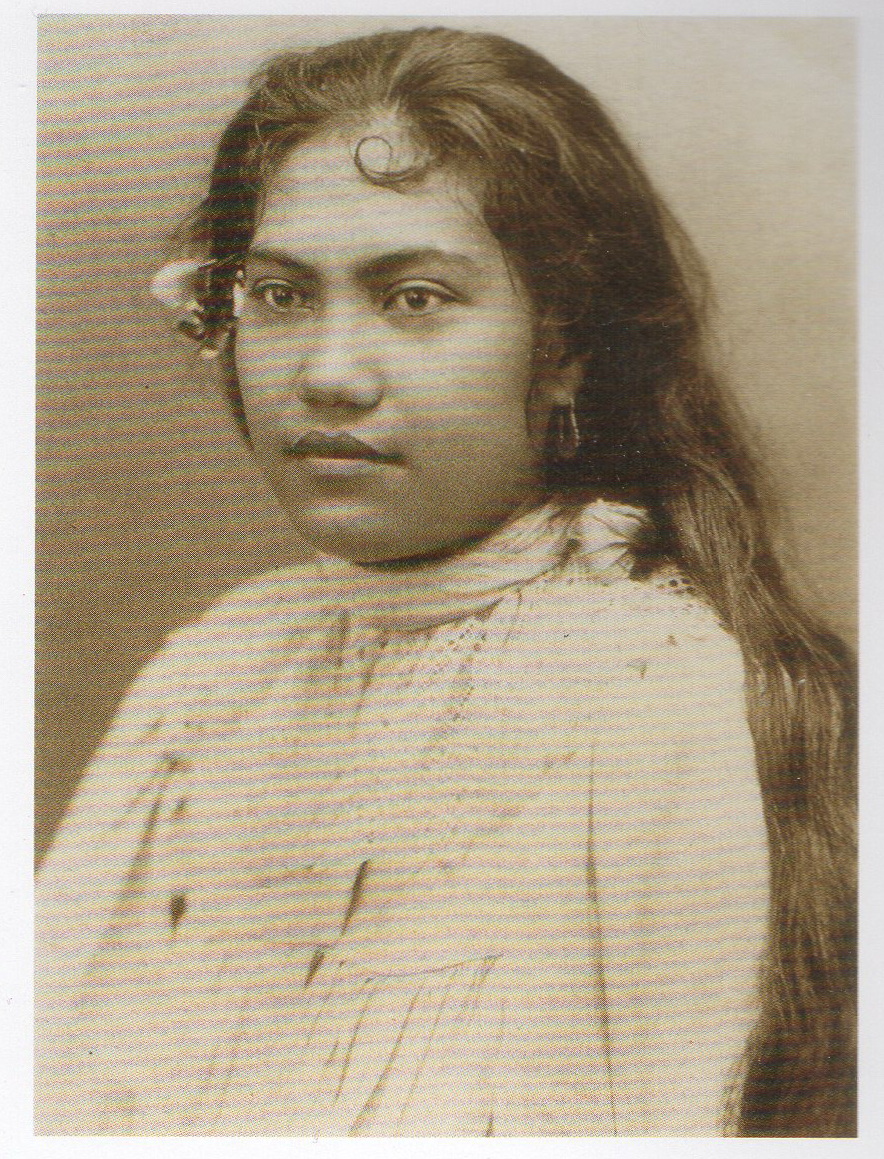
عکس تهامانا از شارل ژرژ اسپیتز حدود ۱۸۸۸، اگرچه هیچ مدرکی برای شناسایی وجود ندارد.
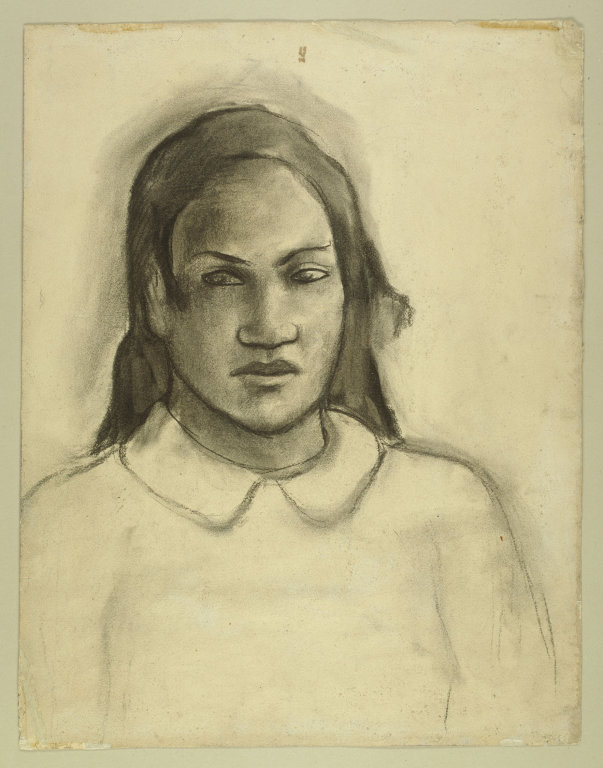
طراحی با زغال، حدود ۱۸۹۱ تا ۱۸۹۳، مؤسسه هنر شیکاگو